# 여순 대학살

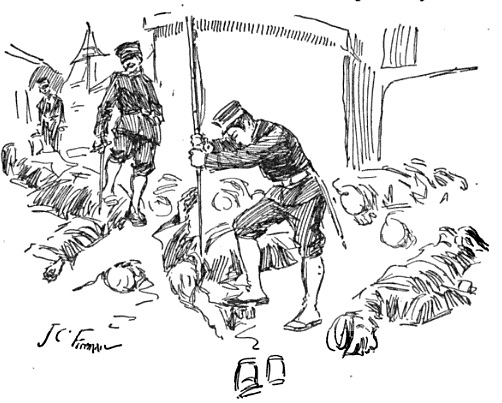
서방의 신문에 소개된 일본군의 시체 난자 묘사

여순 대학살(Port Arthur Massacre, 중국어: 旅順大屠殺)은 청일 전쟁 중 1894년 11월 21일부터 2~3일간 뤼순을 공략할 때 시내와 근교에서 야마지 모토하루(1841–1897)가 이끄는 일본 제2군 1사단에 의해 청나라군 패잔병을 소탕하는 과정에서 여순 시민을 학살한 사건을 말한다. 일본군은 1,000에서 2만명에 이르는 군인과 민간인을 살해하고, 단 36명만 남기고 시신을 매장하였다. 더 높은 수치의 추측도 가능하지만, 오늘 날의 문헌 조사에서 당시 여순항의 전체 인구는 6,000명으로, 요새의 군인들은 13,000명에 달했다. 이후, 수치는 그 분쟁에 청나라와 교전한 양측에서 수집된 교전 대상 18,000명에서 중국인 사망자는 1,500명에 이른다고 추측되고 있다.
이 사건은 중국에서는 ‘여순대도살’(旅順大屠殺)이라고 하고, 일본에서는 ‘여순학살사건’(旅順虐殺事件)이라고 한다.

## 배경
1894년, 대륙으로 진출하려는 일본과 종주권을 유지하려는 청나라 사이에 한반도의 패권을 놓고 청일 전쟁이 발발했다. 군비의 우위 등 여러 가지 요인으로 인해 전황은 일본군에게 유리하게 진행되었다. 황해 해전 승리 후, 10월에 들어가면서 드디어 청나라 국경 내에 진입하였고, 11월에는 여순을 함락시켜려고 했다. 당시 요동반도의 끝에 위치한 여순은 강 건너 웨이하이웨이와 나란히 북양 해군(실질적으로 이홍장의 사병)의 기지가 되어 있었고, 게다가 청나라의 해상 운송에 큰 역할을 하고 있었기 때문에 반드시 함락시키고, 지켜야 하는 요충지였다.
뤼순 공략에 나선 부대는 오야마 이와오가 이끄는 제2군이었다. 11월 18일, 토성자(土城子)라는 뤼순 근교에서의 전투에서는 아키야마 요시후루 소좌의 기병 제1대대가 청군과 조우하여 사망자 11명, 부상자 37명을 내는 등 고전을 면치 못했다. 이 전투는 후일 큰 그림자를 드리우게 했다. 그러나 11월 21일의 공격은 뤼순의 대부분을 점거하기에 이르렀다. ‘동양의 지브롤터’라고 불렸던 뤼순을 공략하는 것은 고전을 면치 못할 것이라는 구미 측의 예상을 뒤집은 신속함이었다.
단지 불평등 조약 개정을 원한다던 일본은 전쟁 시작부터 이 전쟁을 ‘문명 전쟁’이라고 청나라 측의 태도에 관계없이 전시 국제법을 절대 준수할 것을 국내외에 홍보해 왔지만, 여순 점령 후 자신들의 말을 뒤집는 사태를 일으켰고, 그것이 바로 이 사건이었다.
당시 제2군에는 몇몇 일본 내 유명 인사도 참여했다. 예를 들어, 군의관으로 파견된 모리 오가이와 사건 직후에는 기자로 도포 쿠니키다(国木田独歩)가 뤼순 땅을 밟아 생생한 현장을 목격했다. 서양화가로 유명한 아사이 추도 신문 삽화가(신문의 삽화를 그리는)로 참여했다. 이후 원세개의 고문이 되는 아리가 나가오는 국제법 고문으로 참여하여, 전후 이 사건과 청일 전쟁 자체의 정당화 활동에 깊이 관여했다.